# Zeppelin-Staaken R.VI
De Zeppelin-Staaken R.VI was een Duitse strategische bommenwerper met vier motoren, in dienst bij de Luftstreitkräfte tijdens de Eerste Wereldoorlog en het enige Riesenflugzeug ("reuzenvliegtuig") dat in een dergelijke hoeveelheid geproduceerd is.

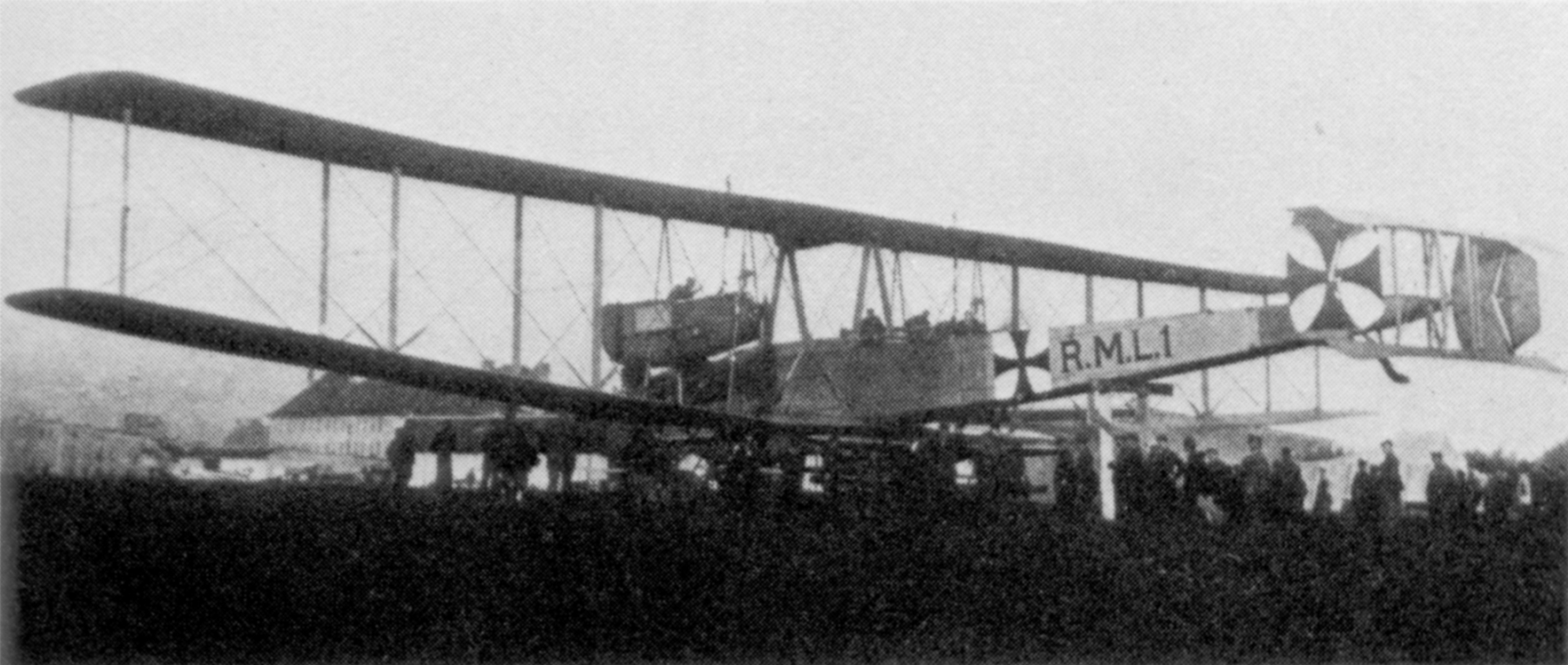
Een VGO.I uit 1915. Dit vliegtuig vormde de basis voor de Zeppelin-Staaken R.VI

Graaf Ferdinand von Zeppelin, de geestelijke vader van de zeppelin, was een groot voorstander van wat hij Riesenflugzeuge noemde: hij dacht dat enorme vliegtuigen met veel capaciteit een grote rol zouden spelen in een komende oorlog. Toen de oorlog in 1914 uitbrak, was graaf von Zeppelin er snel bij om zijn plan aan enkele ondernemers voor te stellen. Bosch zag een samenwerking met hem wel zitten en het bedrijf richtte samen met de graaf de  Versuchsbau Gotha-Ost (VGO) op. De onderneming vestigde zich vlak bij de Gothaer Waggonfabrik, die reeds bezig was met het produceren van bommenwerpers. 
Von Zeppelin stelde Alexander Baumann aan als hoofdingenieur. Baumanns vliegtuigen zouden nog groter worden dan die van Gotha. Na enkele maanden had hij een ontwerp klaar, de VGO.I, waaruit rechtstreeks de VGO.II volgde. 
Veel hoofdbrekens en tests later, was een nieuw ontwerp klaar voor de testfase: de R.VI. Het bedrijfje was ondertussen al verhuisd naar Staaken, een voorstad van de Duitse hoofdstad Berlijn, vanwege de lege zeppelinhangars. Na geslaagde proeven kon men de ontwerpen aan de luchtmacht voorleggen, die meteen enthousiast was over de prestaties en mogelijkheden van het toestel. Hier hing wel een prijskaartje aan: één R.VI kostte 557.000 mark. 
Een R.VI had:
- Vier motoren, verdeeld over twee "gondels"
- Achttien wielen, twee onder de romp en twee keer vier wielen per kant
- De capaciteit om 2.000 kilo bommen te dragen
- Als tweede vliegtuigtype ooit een gesloten cabine (de Russische Ilja Moeromets was eerst)

De bemanning:
- Commandant
- Piloot
- Copiloot
- Twee monteurs
- Brandstoftoezichthouder
- Radio-operator

Tegen de wapenstilstand werden er achttien stuks gebouwd. Zij werden ingedeeld bij:
- Riesenflugzeug-Abteilung (Rfa) 500: In het najaar van 1917 voornamelijk actief rond Koerland, begin 1918 verplaatst naar het Franse Castinne. Primaire doel: Franse vliegvelden, militaire installaties en haven aanvallen.
- Riesenflugzeug-Abteilung (Rfa) 501: In het najaar van 1917 voornamelijk actief rond Koerland, eind 1917 verplaatst naar het vliegveld van Sint-Denijs-Westrem bij Gent in België. Primaire doel: strategische bombardementen op Britse en Franse grootsteden.

Rfa 500 voerde in totaal elf aanvallen uit op Londen, tussen 28 september 1917 en 20 mei 1918. Hierbij lieten de vijf Zeppelin-Staaken 27.190 kg aan bommen vallen. De vliegtuigen vlogen individueel en oriënteerden zich door het maanlicht en gebruikten de rivier de Theems als navigatiepunt. 
Van alle achttien vliegtuigen uit de twee squadrons, werd er geen enkele door luchtafweergeschut neergehaald. Wel werden er vier tijdens een gevecht neergeschoten, zes werden vernietigd bij ongevallen. Uiteindelijk overleefden zes van de achttien bommenwerpers de oorlog, maar die werden gesloopt conform de wapenstilstand, gesloten op 11 november 1918.
Gotha G.I · Gotha G.II · Gotha G.III · Gotha G.IV · Gotha G.V · Gotha G.VI · Gotha G.VII · Gotha G.VIII · Gotha G.IX · Gotha G.X · AEG DJ.I · AEG G.I · AEG G.II · AEG G.III · AEG G.IV · AEG G.V · AEG J.I · AEG J.II · AEG R.I · Friedrichshafen G.II · Friedrichshafen G.III · Hannover CL.II · Junkers CL.I ·  Junkers J.I · Rumpler G.I  · Rumpler G.II · Rumpler G.III  · Zeppelin-Lindau Rs.II  · Zeppelin-Lindau Rs.III · Zeppelin-Lindau Rs.IV · Zeppelin-Staaken R.VI